# 311 a. C.
El año 311 a. C. fue un año del calendario romano prejuliano. En el Imperio romano se conocía como el Año del Consulado de Bruto y Bárbula (o menos frecuentemente, año 443 Ab urbe condita). 

## Acontecimientos
- Comienza la guerra entre Siracusa (bajo la tiranía de Agatocles) y Cartago.
- Los diadocos (sucesores de Alejandro Magno) Lisímaco de Tracia, Tolomeo de Egipto, el regente macedonio Casandro y Antígono, el estratega de Asia, firman un tratado de paz según el cual reconocen y confirman mutuamente sus cargos y funciones.[1]